# Pink Flag
Pink Flag — дебютный студийный альбом британской панк-группы Wire, выпущенный в ноябре 1977 года. Несмотря на слабые продажи и отсутствия продвижения в английских чартах, альбом был высоко оценён критиками и признан одним из самых влиятельных в истории панк-рока.
Альбом оказал существенное влияние на американский хардкор-панк, британский пост-панк, альтернативный рок и брит-поп. Дебютный альбом группы был признан настолько же ключевым в британском панке, как и первый альбом Ramones в США. Об альбоме положительно отзывались Генри Роллинз, Minor Threat, Firehose, Minutemen и R.E.M., исполнявшие песни из альбома группы. В 2012 году альбом был включен в альманах 500 величайших альбомов всех времён по версии журнала Rolling Stone, а в 2005 году альбом был помещён в книгу 1001 Albums You Must Hear Before You Die.

## Список композиций
Все песни написали Брюс Гилберт, Грэхем Льюис, Колин Ньюман и Роберт Гоутубед, кроме отмеченных.
| №   | Название                    | Длительность |
| --- | --------------------------- | ------------ |
| 1.  | «Reuters»                   | 3:03         |
| 2.  | «Field Day for the Sundays» | 0:28         |
| 3.  | «Three Girl Rhumba»         | 1:23         |
| 4.  | «Ex Lion Tamer»             | 2:19         |
| 5.  | «Lowdown»                   | 2:26         |
| 6.  | «Start to Move»             | 1:13         |
| 7.  | «Brazil»                    | 0:41         |
| 8.  | «It's So Obvious»           | 0:53         |
| 9.  | «Surgeon's Girl»            | 1:17         |
| 10. | «Pink Flag»                 | 3:47         |

| №   | Название              | Автор(ы)    | Длительность |
| --- | --------------------- | ----------- | ------------ |
| 11. | «The Commercial»      |             | 0:49         |
| 12. | «Straight Line»       |             | 0:44         |
| 13. | «106 Beats That»      |             | 1:12         |
| 14. | «Mr. Suit»            |             | 1:25         |
| 15. | «Strange»             |             | 3:58         |
| 16. | «Fragile»             |             | 1:18         |
| 17. | «Mannequin»           |             | 2:37         |
| 18. | «Different to Me»     | Аннетт Грин | 0:43         |
| 19. | «Champs»              |             | 1:46         |
| 20. | «Feeling Called Love» |             | 1:22         |
| 21. | «12 X U»              |             | 1:55         |

| №   | Название                                  | Длительность |
| --- | ----------------------------------------- | ------------ |
| 22. | «Dot Dash» (переиздание 1994 года)        | 2:25         |
| 23. | «Options R» (переиздания 1989 и 1994 гг.) | 1:36         |

*Дополнительные композиции были изъяты из ремастированного издания 2006 года, так как, по словам участников группы, они не отвечали «концептуальной чистоте первоначального изложения».

## Участники записи

### Wire
- Брюс Гилберт — гитара;
- Роберт Гоутубед — ударные;
- Грэхем Льюис — бас-гитара;
- Колин Ньюман — вокал, вторая гитара в «Lowdown» и «Strange».

### Другие участники
- Кэтрин Лукас — флейта в «Strange»;
- Дейв Оберле — бэк-вокал в «Mannequin».